# DX-cluster
Un Dx Cluster è una rete di computer atta a raccogliere ed elencare le attività svolte dai radioamatori nell'arco di un breve periodo. Utilizzato per i DX (collegamenti a lunga distanza) permette di conoscere nel momento in cui viene consultato, chi sta operando, su quale banda e in quale modalità, attraverso un'azione di "passa-parola" tra i radioamatori connessi.
I cluster possono essere consultati tramite software che raccolgono le informazioni su server internet oppure via reti packet radio. 
Alcune ricetrasmittenti come il Kenwood TS-2000, il Kenwood TM-D700 e il più recente TM-D710 possono mostrare i cosiddetti "spot" dei cluster direttamente sul proprio display.